# Florian Maitre
Florian Maitre, né le 3 septembre 1996 à Meudon, est un coureur cycliste français. Son palmarès comprend notamment trois titres de champion d'Europe sur piste, deux en poursuite par équipes (2016 et 2017) et un sur l'américaine (avec Benjamin Thomas en 2017).

## Biographie
Florian Maitre vient d'une famille cycliste, son père et son grand-père font du vélo. Son arrière-grand-oncle, Maurice Perrin, remporte la médaille d'or en tandem lors des Jeux olympiques de 1932 à Los Angeles en compagnie de Louis Chaillot. Il grandit à Clamart et commence à y faire du vélo à l'âge de sept ans. 
En 2014, il devient double champion de France juniors sur piste, en course aux points et en poursuite par équipes. L'année suivante, il rejoint le Vendée U, réserve de l'équipe Europcar.
En 2016, il remporte deux titres de champion d'Europe de poursuite par équipes chez les élites et les espoirs. Aux championnats d'Europe espoirs, il est également vice-champion d'Europe de course à l'américaine avec Benjamin Thomas. Sur route, il s'illustre chez les amateurs en remportant l'Essor breton, le Prix Marcel-Bergereau et le Grand Prix de Malaquais.
En août 2017, il signe un contrat de stagiaire avec l'équipe première Direct Énergie. Sur piste, il devient champion de France de course aux points, puis de poursuite par équipes, avec ses coéquipiers du comité des Pays de la Loire Thomas Denis, Aurélien Costeplane et Clément Davy. Lors des championnats d'Europe de Berlin, il remporte deux nouveaux titres, la poursuite par équipes avec Thomas Denis, Corentin Ermenault, Louis Pijourlet et Benjamin Thomas et l'américaine avec ce dernier.
Au mois d'août 2018, lors des championnats de France sur piste, il se classe deuxième de la poursuite par équipes (en compagnie de Louis Pijourlet, Aurélien Costeplane et Valentin Tabellion) et quatrième de la course à l'américaine. En septembre, il remporte la première étape de la Boucle de l'Artois (Coupe de France DN1) et se classe deuxième de Paris-Connerré. Sélectionné pour la Coupe du monde sur piste de Saint-Quentin-en-Yvelines, il prend la septième place de la poursuite par équipes. Lors de la manche de Milton, le quatuor qu'il compose en compagnie de Benjamin Thomas, Adrien Garel et Bryan Coquard bat le record de France de la spécialité. Associé à Morgan Kneisky, il termine cinquième de la course à l'américaine au cours de cette même compétition.
Florian Maître commence sa saison 2019 en janvier sur la piste du Vélodrome couvert régional Jean-Stablinski de Roubaix à l’occasion de la troisième manche de la coupe de France Fenioux. Il y remporte la course à l'américaine de l'épreuve nordiste (avec Benjamin Thomas). Sur la route, il gagne la cinquième étape et termine deuxième de l'Essor breton. Sur les manches de la Coupe de France de DN1, il se distingue en terminant deuxième du Grand Prix du Pays de Montbéliard, troisième du Grand Prix de Cherves et quatrième de Paris-Mantes-en-Yvelines. En août, pendant les championnats de France sur piste, il redevient champion de France de poursuite par équipes (avec Thomas Denis, Louis Pijourlet, Valentin Tabellion et Donavan Grondin) et glane un second maillot tricolore grâce à la course à l'américaine qu'il remporte avec Donavan Grondin.

## Palmarès sur piste

### Championnats du monde
- Londres 2016
  - 11e de la poursuite par équipes
- Hong Kong 2017
  - 5e de la poursuite par équipes[9]
- Apeldoorn 2018
  - 11e de la poursuite par équipes[10]
  - 18e de la poursuite individuelle[11]
- Pruszków 2019
  - 12e de la course aux points
  - 16e de la poursuite par équipe[12]

### Coupe du monde
- 2017-2018
  - 3e de la poursuite par équipes à Manchester
  - 3e de l'américaine à Pruszków
- 2018-2019
  - 3e de l'américaine à Hong Kong

### Championnats d'Europe
| Édition / Épreuve              | Poursuite par équipes                           | Américaine                    |
| Montichiari 2016 (espoirs)     | Or (avec Denis, Ermenault et Thomas)            | Argent (avec Benjamin Thomas) |
| Saint-Quentin-en-Yvelines 2016 | Or (avec Denis, Ermenault, Thomas et Chavanel)  |                               |
| Berlin 2017                    | Or (avec Denis, Ermenault, Thomas et Pijourlet) | Or (avec Benjamin Thomas)     |

### Championnats de France
- Hyères 2014
  -  Champion de France de la course aux points juniors
  -  Champion de France de la poursuite par équipes juniors (avec Corentin Ermenault, Louis Richard et Adrien Garel)
- Hyères 2017
  -  Champion de France de la course aux points
  -  Champion de France de la poursuite par équipes (avec Thomas Denis, Clément Davy et Aurélien Costeplane)
  - 2e de l'américaine
  - 3e du scratch
- Hyères 2018
  - 2e de la poursuite par équipes
- Saint-Quentin-en-Yvelines 2019
  -  Champion de France de poursuite par équipes (avec Donavan Grondin, Louis Pijourlet, Valentin Tabellion et Thomas Denis)
  -  Champion de France de l'américaine (avec Donavan Grondin)
- Hyères 2022
  - 2e de la poursuite par équipes
- Roubaix 2023
  - 2e de la poursuite par équipes
- Saint-Quentin-en-Yvelines 2024
  - 3e de l'américaine

## Palmarès sur route

### Par année
- 2014
  - 1reb étape des Boucles de Seine-et-Marne
  - 2e de La Cantonale
  - 2e du Signal d'Écouves
- 2015
  - Tour du Pays Lionnais
  - 3e de La Suisse Vendéenne
- 2016
  - Essor Breton :
    - Classement général
    - 1re étape

  - 1re étape du Tour Nivernais Morvan (contre-la-montre par équipes)
  - Prix Marcel-Bergereau
  - Grand Prix de Malaquais
  - 2e du Tour du Pays Lionnais
- 2017
  - 2e étape du Tour de Mareuil-Verteillac-Ribérac (contre-la-montre par équipes)
  - Boucles de l'Austreberthe
  - Trophée Louis-Caiveau
  - 3e du Grand Prix de la Chapelle-Saint-Aubin
  - 3e de Paris-Chalette-Vierzon
- 2018
  - 2e étape du Circuit des plages vendéennes
  - Critérium Romain-Guyot
  - 1re étape de la Boucle de l'Artois
  - 2e de Paris-Connerré
  - 3e des Boucles de l'Essor
  - 3e de Paris-Mantes-en-Yvelines
- 2019
  - 5e étape de l'Essor Breton
  - 2e de l'Essor Breton
  - 2e du Grand Prix du Pays de Montbéliard
  - 2e du Grand Prix de Bras
  - 3e du Grand Prix de Cherves
- 2022
  - 2e du Prix de Paris XIVe
  - 2e du Challenge Mayennais
  - 2e du Trio normand
- 2023
  - 2e étape du Tour des Pays de Lesneven (contre-la-montre par équipes)
  - Ronde Semi-nocturne de L'Île-Bouchard
  - 2e du championnat des Pays de la Loire
  - 2e du Prix de Sainte-Maure-de-Touraine

### Classements mondiaux
| Année                                 | 2016  | 2017 | 2018  | 2019  | 2020  | 2021  |
| ------------------------------------- | ----- | ---- | ----- | ----- | ----- | ----- |
| Classement mondial                    | 2453e | nc   | 1617e | 2412e | 1489e | 1319e |
| UCI Europe Tour                       | 1629e | nc   | 1099e | 1543e | 1114e | 949e  |
| UCI Africa Tour                       | nc    | nc   | 248e  |       |       |       |
|                                       |       |      |       |       |       |       |
| Légende : nc = non classéSource : UCI |       |      |       |       |       |       |